# HT Transport & Spedition A/S
H.T Transport & Spedition A/S er et dansk familieejet transport firma med danske chauffører og danske lastbiler, der blev startet i 1973 i Billund, Danmark. Siden stiftelsen er firmaet vokset fra en lille vognmands virksomhed med 7 lastbiler til i dag at råder over mere end 200 rullende enheder og 35.000 m2 lagerhotel.

## Kompetencer
- Transport og distribution, særligt i Danmark samt i og omkring Schweiz
- Lager, herunder pluk og pak, læsning og losning af container

## Historie
- HT Transport blev grundlagt i 1973 af vognmand Henning Toftlund Hansen i Hovedgaden, Billund. HT startede med fragt fra Jylland til Sjælland, nærmere bestemt fragtruten under Danske Fragtmænd Vestjylland-København, som blev opkøbt af daværende vognmand Villy Thomsen. Vognparken bestod i 1973 af 7 lastvogne, og der var tilknyttet 10 chauffører. Henning Toftlund Hansen kom fra et job som speditør ved Brødrene Larsen i Vejle.
- I 1976 flyttede virksomheden til den nuværende placering på Kløvermarken 116 i Billund. Årsagen var at der var behov for at udvide virksomheden med et lagerhotel.
- For at servicere virksomhedens voksende vognpark blev der i 1982 udvidet med eget værksted beliggenhed på Thorsvej i Grindsted[4], hvor det den dag i dag fortsat servicerer HT Transport’s vognpark.
- I 1989 får HT Transport godkendt ansøgning om eksport kørsel, hvilket bliver starten på virksomhedens specialisering i transporter til området i og omkring Schweiz.[5]

- HT Transport bliver i 1997 omdannet til aktieselskabet H.T. Transport & Spedition A/S i forbindelse med et generationsskifte.

- I 1998 kan HT Transport fejre 25-års jubilæum
- Henning Toftlund Hansen går bort efter kørt tids sygdom i 2010 og Jørgen Munkholm Poulsen bliver udnævnt som ny administerende direktør.
- Fragtdelen under Danske Fragtmænd bliver solgt fra i 2013, dette sker som led i fragtmændenes strukturændringer og en erkendelse af, at denne del af virksomheden ikke længere var rentabel.
- I 2014 ændres ejerforholdene således at Casper Toftlund Hansen og Marianne Toftlund Hansen hver ejer 50% af HT Transport & Spedition A/S.
- HT Transport flytter administrationen ind i nye kontorer i 2017 mens de gamle lokaler bliver renoveret og indrettet til chauffører, lagerkontor og kantine[6]
- Niclas Toftlund starter ved HT Transport i 2020 og tre generationer arbejder nu under samme tag i virksomheden. Jørgen Poulsen vælger at gå på pension[7][8] men fortsætter i virksomheden som bestyrelsesformand. Marianne Toftlund Hansen og Casper Toftlund Hansen bliver nye direktører i virksomheden.